# Youssef Kaddioui
Youssef Kaddioui (El Jadida, 28 september 1983) is een Marokkaans voetballer die bij voorkeur speelt als vleugelspeler. Hij verruilde in 2015 Al-Dhafra SCC in voor Raja Casablanca. 

## Erelijst
- Bekerwinnaar Coupe du Trône (FAR Rabat): 2008